# Çayırköy, Çaldıran
Çayırköy là một xã thuộc thành phố Çaldıran, tỉnh Van, Thổ Nhĩ Kỳ. Dân số thời điểm năm 2011 là 339 người.